# Шетенйе
Шетенйе, або Шятяняй (лит. Šeteniai) — село в Кедайняйському районі Литви. Розташоване за 13 км на північ від Кедайняй на лівому березі річки Невежиса.
12 червня 1999 року в колишньому амбарі садиби, де народився Чеслав Мілош, був відкритий культурний центр, у якому організована виставка присвячена Мілошу. В центрі проводяться заходи, конференції, зустрічі тощо. Культурний центр оточений парком з виробами майстрів різьби по дереву.

## Відомі люди
- Юозас Урбшиз (1896—1991) — колишній міністр закордонних справ Литви.
- Чеслав Мілош (1911—2004) — нобелівський лавреат.